# Cap Tédelès
Pour les articles homonymes, voir Tedeles.
Le cap Tédelès est un cap de l'Algérie, entre Alger et Béjaïa.